# Список дипломатических миссий Панамы

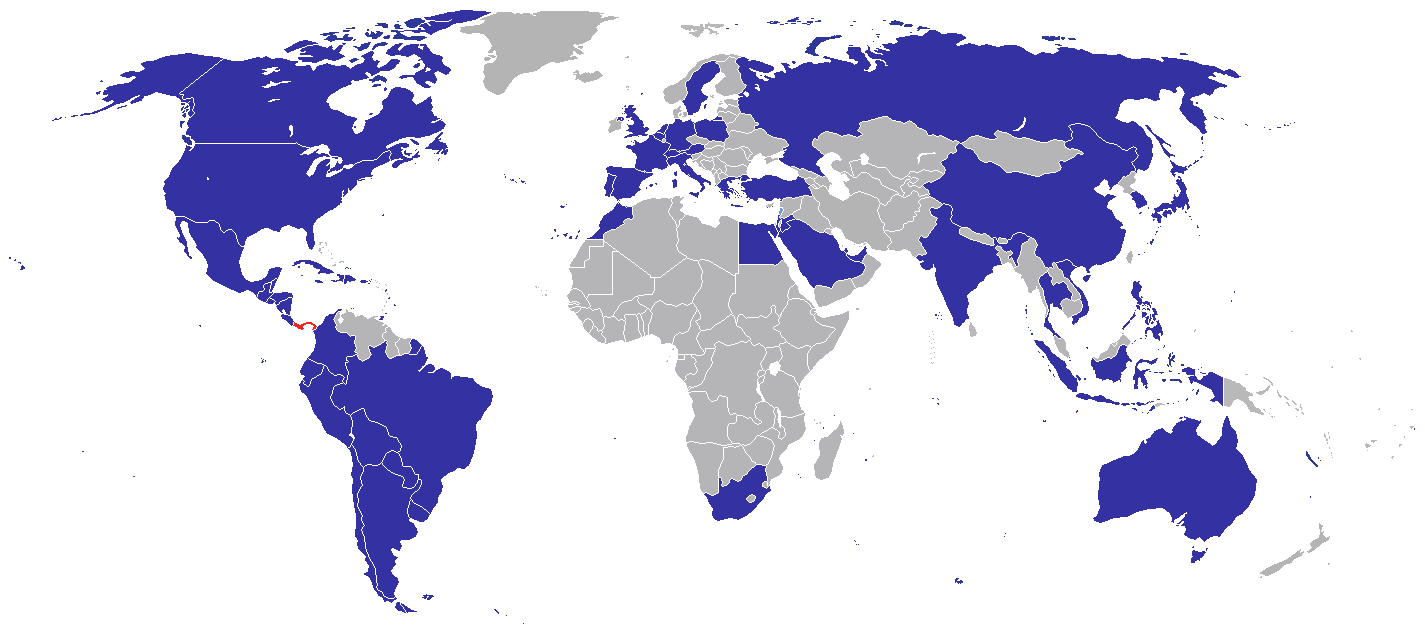

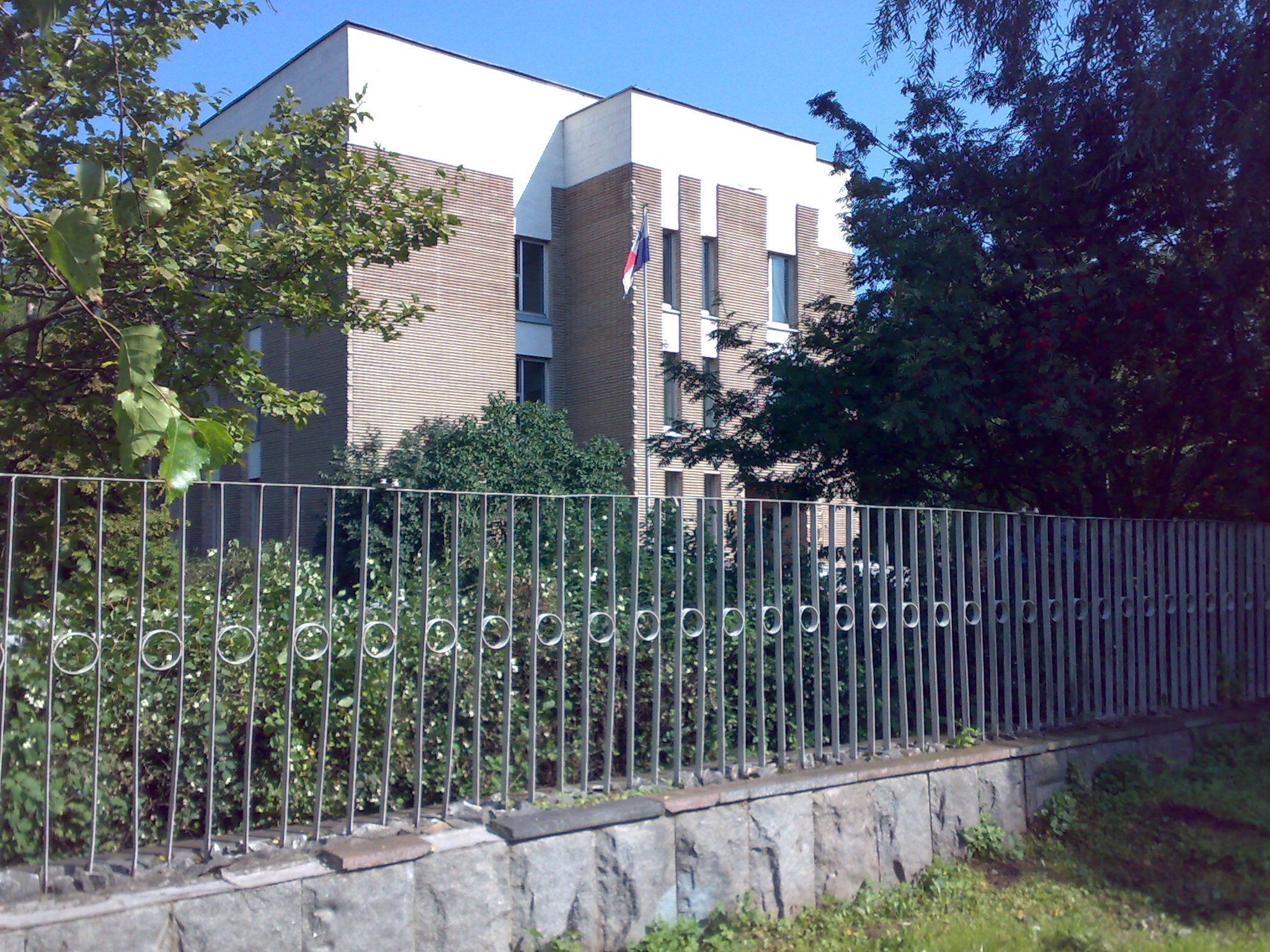
Посольство Панамы в Москве

Список дипломатических миссий Панамы сосредоточены преимущественно на Американском континенте и в Европе. Панама, располагающая самым крупным в мире торговым флотом, в последнее время открывает свои консульства в крупных морских и океанских портах — таких, как Роттердам, Кобе и Тампа.

## Европа
- Австрия, Вена (посольство)
- Бельгия, Брюссель (посольство)
  - Антверпен (генеральное консульство)
- Франция, Париж (посольство)
  - Марсель (генеральное консульство)
- Германия, Берлин (посольство)
  - Гамбург (консульство)
- Греция, Афины (посольство)
- Ватикан (посольство)
- Италия, Рим (посольство)
  - Генуя (генеральное консульство)
  - Неаполь (генеральное консульство)
- Нидерланды, Роттердам (генеральное консульство)
- Польша, Варшава (посольство)
- Португалия, Лиссабон (посольство)
- Россия, Москва (посольство)
- Испания, Мадрид (посольство)
  - Ла-Корунья (генеральное консульство)
  - Барселона (генеральное консульство)
  - Лас-Пальмас (генеральное консульство)
  - Малага (генеральное консульство)
- Швеция, Стокгольм (посольство)
- Швейцария,
  - Женева (генеральное консульство)
  - Лозанна (консульство)
  - Цюрих (генеральное консульство)
- Великобритания, Лондон (посольство)

## Северная Америка
- Канада, Оттава (посольство)
  - Монреаль (генеральное консульство)
  - Торонто (генеральное консульство)
  - Ванкувер (генеральное консульство)
- Коста-Рика, Сан-Хосе (посольство)
- Куба, Гавана (посольство)
- Доминиканская Республика, Санто-Доминго (посольство)
- Сальвадор, Сан-Сальвадор (посольство)
- Гватемала, Гватемала (посольство)
- Гондурас, Тегусигальпа (посольство)
- Ямайка, Кингстон (посольство)
- Мексика, Мехико (посольство)
  - Гвадалахара (консульство)
- Никарагуа, Манагуа (посольство)
- Тринидад и Тобаго, Порт-оф-Спейн (посольство)
- США, Вашингтон (посольство)
  - Хьюстон (генеральное консульство)
  - Майями (генеральное консульство)
  - Новый Орлеан (генеральное консульство)
  - Нью-Йорк (генеральное консульство)
  - Филадельфия (генеральное консульство)
  - Сан-Диего (генеральное консульство)
  - Тампа (генеральное консульство)

## Южная Америка
- Аргентина, Буэнос-Айрес (посольство)
- Боливия, Ла-Пас (посольство)
- Бразилия, Бразилиа (посольство)
  - Рио-де-Жанейро (генеральное консульство)
  - Сантос (генеральное консульство)
  - сан-Паулу (генеральное консульство)
- Чили, Сантьяго (посольство)
  - Вальпараисо (генеральное консульство)
- Колумбия, Богота (посольство)
  - Барранкилья (генеральное консульство)
  - Картахена (генеральное консульство)
- Эквадор, Кито (посольство)
  - Гуаякиль (генеральное консульство)
- Парагвай, Асунсьон (посольство)
- Перу, Лима (посольство)
- Уругвай, Монтевидео (посольство)
- Венесуэла, Каракас (посольство)

## Африка
- Египет, Каир (посольство)
- ЮАР, Претория (посольство)

## Азия
- Индия, Нью-Дели (посольство)
- Индонезия, Джакарта (посольство)
- Израиль, Тель-Авив (посольство)
- Япония, Токио (посольство)
  - Кобе (генеральное консульство)
- Южная Корея, Сеул (посольство)
- Филиппины, Манила (посольство)
- Сингапур (посольство)
- Тайвань, Тайбэй (посольство)
- Таиланд, Бангкок (посольство)
- ОАЭ,
  - Дубай (генеральное консульство)
- Вьетнам, Ханой (посольство)
  - Хошимин (генеральное консульство)

## Международные организации
- - Брюссель (миссия при ЕС)
  - Женева (постоянная миссия при учреждениях ООН)
  - Нью-Йорк (постоянная миссия при ООН)
  - Париж (постоянная миссия при UNESCO)
  - Рим (постоянная миссия при FAO)
  - Вашингтон (постоянная миссия при ОАГ)